# Dorothy Rhone
Dorothy “Dot” Rhone (nascuda en Childwall, Liverpool) és coneguda perquè va ser una de les parelles de Paul McCartney entre finals de l'estiu de l'any 1959 i l'estiu de l'any 1962, a unes setmanes de què els Beatles arribessin a la fama. En aquell moment, també, segons ella, ell va compondre cançons per a ella com «P.S. I love You» i «Love of the Loved».

## Infantesa
Dorothy Rhone era filla de la Jessy i el Tom Rhone. Tenia tres germans que es deien Billy, Anne i Barbara. La seva infància, segons el Paul i coneguts d'aquesta, va ser bastant dura, ja que en Tom, el seu pare, un cronometrador al port de Liverpool, arribava begut cada dia a casa i utilitzava violència verbal cap a la seva dona i els seus fills. Això, la va fer bastant insegura o, en les seves paraules: 

«[Era] extremadament vergonyosa i no tenia confiança en mi mateixa. Mai parlava amb gent si no els coneixia, especialment els nois, ja que no tenia cap contacte amb ells »

Durant aquest temps anava al Liverpool Institute High School for Girls el qual, com diu el nom, era exclusivament de noies.

## Adolescència
Durant l'adolescència de la Dot, quan tenia aproximadament uns 15 anys, va anar al The Casbah Club i allà es on va sentir tocar als The Quarrymen per primer cop. Aquest era un grup precursor de The Beatles format per John Lennon, Paul McCartney, George Harrison i Stuart Sutcliffe (aquest últim tocant el baix elèctric, ja que McCartney tocava la guitarra llavors). En aquell moment li va començar a agradar un dels membres de la banda, en Lennon. Ell però, ja tenia una xicota, la Cynthia Powell, que després és convertiría en Cynthia Lennon. Finalment, li va acabar agradant més en McCartney i van acabar sortint. Al cap d'un any de la seva relació, cap al febrer del 1960, la Dorothy va quedar embarassada d'en McCartney amb 16 anys. Quan la parella ho va saber, la Jessy Rhone, mare de la Dorothy, va proposar donar el fill en adopció. Per l'altra banda, en Jim McCartney va proposar que el tinguessin i que la parella es casés i així van decidir fer-ho. Uns tres mesos després de les notícies la Dorothy va avortar espontàniament.
Després d'allò en Paul va anar-se'n a fer concerts a Hamburg amb els Beatles per primer cop durant 4 mesos. Després d'haver de tornar perquè en George Harrison no tenia l'edat necessària per a treballar allà la seva relació va continuar sense res destacable fins que van tornar a Hamburg l'estiu del 1961. Aquell cop però, la Dot va anar a veure en McCartney amb la xicota d'en Lennon, amb la qual es portava molt bé, la Cynthia Powell. Van passar-hi unes nits i van poder veure els dos músics tocar als clubs de nit. Quan la Dot va retornar d'Hamburg va aconseguir feina en una farmàcia i, amb ajuda econòmica de McCartney van llogar un apartament al costat del de la Cynthia.
La relació va acabar l'estiu del 1962 a causa que en McCartney va tallar amb ella perquè creia la seva relació havia de continuar amb el matrimoni o acabar.

## Vida adulta
Poc se sap de la vida adulta de Rhone, ja que la majoria del que està documentat és respecte a la seva relació amb el Beatle. Tot i així, se sap que el 1964 va emigrar al Canadà on va conèixer el seu futur marit: Werner Becker. Aquest era de nacionalitat alemanya i va tenir una filla amb aquest, que es deia Astrid, en referència a l'Astrid Kircherr, una amiga dels Beatles a Hamburg.

## Maltractaments
La relació entre la Dothory Rhone i Paul McCartney va ser abusiva per part d'en McCartney segons els dos. Aquest abús es donava en forma psicològica, ja que en McCartney prohibia a la seva parella veure les seves amigues, permetent-li només podria veure'l a ell, i també fumar tot i que ell ho feia. També, com en John també feia amb la Cynthia, intentava fer que ella s'assemblés a la Brigitte Bardot, fent que es tenyís el cabell i portés certa roba.
Respecte a les infidelitats, era de coneixement a la Rhone i altres persones de l'entorn d'en McCartney que aquest mantenia diferents relacions a part d'amb al Dorothy, sobretot a Hamburg.